# Yannick Rott
Pour les articles homonymes, voir Rott.
Yannick Rott est un joueur de football professionnel français, né le 27 septembre 1974 à Schiltigheim. Son poste de prédilection est défenseur latéral gauche.

## Carrière
Après une saison 1991-1992 de formation au Racing Club de Strasbourg au cours de laquelle il remporte le championnat de France Cadets, il signe professionnel dans son club en juin 1992. Il dispute son premier match de Division 1 contre le Valenciennes Football Club le 9 janvier 1993 à 18 ans. À partir de la saison 1993-1994, il est titulaire au sein de la défense strasbourgeoise. Il dispute et remporte la finale de la Coupe de la Ligue française de football 1996-1997. En 1998, il rejoint le club de Toulouse, puis Créteil en 2000. Suivent une saison au Gazélec Football Club Olympique Ajaccio en 2003-2004, deux saisons à Gap en championnat de France amateur de football, puis deux dernières saisons à Fréjus. Il prend sa retraite sportive en 2008.
Yannick Rott est international moins de 18 ans et international espoirs français. Avec l'équipe de France, il remporte la Coupe du monde de football militaire en 1995, et est troisième du Championnat d'Europe de football espoirs en 1996.